# Forcipomyia natalia
Forcipomyia natalia är en tvåvingeart som först beskrevs av Meillon 1936.  Forcipomyia natalia ingår i släktet Forcipomyia och familjen svidknott. Inga underarter finns listade i Catalogue of Life.